# 144
Évszázadok: 1. század – 2. század – 3. század
Évtizedek: 90-es évek – 100-as évek – 110-es évek – 120-as évek – 130-as évek – 140-es évek – 150-es évek – 160-as évek – 170-es évek – 180-as évek – 190-es évek
Évek: 139 – 140 – 141 – 142 –  143 – 144 – 145 – 146 – 147 – 148 – 149

## Események

### Római Birodalom
- Lucius Hedius Rufus Lollianus Avitust (helyettese márciustól L. Aemilius Carus, decembertől L. Marcius Celer M. Calpurnius Longus) és Titus Statilius Maximust (helyettese Q. Egrilius Plarianus, Q. Laberius Licinianus és D. Velius Fidus) választják consulnak.
- II. Pius pápa kiközösíti Markiónt, aki azt állítja, hogy az Ótestamentum istene nem a jó Teremtő, hanem csak egy tökéletlen világot létrehozó démon, demiurgosz. Markión megalapítja a saját egyházát.
- Felkelés kezdődik Mauretaniában, amely 152-ig tart.

### Kína
- Sun császár megbetegszik, majd néhány hónappal később, 29 évesen meghal. Utódja egy éves fia, Liu Ping, aki Csung néven foglalja el a trónt. A birodalom régense az özvegy császárné, Liang Na.

## Halálozások
- Szeptember 20. – Han Sun-ti, kínai császár
- Antonius Polemon, görög filozófus

## Fordítás
- Ez a szócikk részben vagy egészben  a(z)   144 című német Wikipédia-szócikk ezen változatának fordításán alapul.  Az eredeti cikk szerkesztőit annak laptörténete sorolja fel. Ez a jelzés csupán a megfogalmazás eredetét és a szerzői jogokat jelzi, nem szolgál a cikkben szereplő információk forrásmegjelöléseként.